# 陶喆獲獎與提名列表
本條目列舉臺灣創作歌手陶喆在音樂、媒體上的歷年得獎與提名列表。

## 1998年
- 第9屆金曲獎: 最佳新人獎、最佳唱片製作人獎
- 中華音樂人交流協會：十大優良專輯-《陶喆》、十大優良單曲-〈沙灘〉
- 美國Billboard告示牌：年度亞洲傑出創作藝人獎-《陶喆》

## 2000年
- 第11屆金曲獎：最佳專輯製作人獎-《I'm OK》
- 中華音樂人交流協會：十大優良專輯-《I'm OK》、十大優良單曲-〈小鎮姑娘〉
- MTV音樂盛典：最佳潛力藝人
- 第二十二屆香港中文金曲：最有前途新人（銀獎）
- Hit FM：年度最佳專輯-《I'm OK》
- 香港有線電視YMC至尊榜：十大金曲獎-《I'm OK》
- MTV十大金曲獎：最佳中文音樂錄影帶大獎-《找自己》
- 新加坡金曲獎：最佳唱片製作人-《I'm OK》、最佳演繹男歌手

## 2002年
- 華語流行樂傳媒大獎第三季入選：最佳男藝人、最佳大碟-《黑色柳丁》、最佳單曲《Angel》
- 第二屆金曲紅人頒獎禮：年度十大紅人金曲獎-《黑色柳丁》、最佳專輯製作人獎、年度最受歡迎專輯獎
- TVB8金曲榜頒獎禮：金曲獎-《黑色柳丁》、金曲金獎、最佳歌曲監製獎

## 2003年
- 第九屆全球華語榜中榜：最受歡迎創作歌手獎
- 香港第二十五屆十大中文金曲：全國最受歡迎男歌手（銀獎）-《黑色柳丁》、全國最受歡迎中文流行歌曲獎（金獎）-《Angel》
- 第三屆音樂風雲榜：港台最佳專輯獎-《黑色柳丁》、港台最佳製作人獎-《黑色柳丁》
- G-music風雲榜白金音樂獎：十大金碟-《黑色柳丁》
- 中華音樂人交流協會：2002十大專輯-《黑色柳丁》、十大單曲〈Dear God〉
- 台灣廣播DJ年度十大音樂評鑑：No.1-《黑色柳丁》
- 第三屆華語流行樂傳媒大獎：最佳男歌手獎、最佳唱片製作人獎、十大華語唱片獎-《黑色柳丁》、十大華語歌曲《Angel》
- 全球華語歌曲排行榜：二十佳金曲獎、最受歡迎創作歌手獎、最佳製作人獎《Angel》、傳媒推薦大獎-《黑色柳丁》
- 中國原創音樂流行榜：台灣地區最受歡迎男歌手獎、台灣地區最優秀創作歌手大獎、最佳金曲獎、最佳專輯製作人獎、年度十大紅人金曲獎-《黑色柳丁》
- 馬來西亞今第2屆金曲紅人頒獎禮：年度最受歡迎專輯獎、最佳專輯製作人獎、年度十大紅人金曲獎-《黑色柳丁》

## 2004年
- 2003年度中國流行歌曲排行榜：年度金曲－《寂寞的季節》、台灣地區最佳男歌手、港台年度最佳創作歌手
- 香港作曲及作詞家協會（CASH）最佳男歌手演繹：《寂寞的季節》
- 第四屆 全球華語歌曲排行榜：最受歡迎創作歌手、最佳專輯製作人、最受歡迎20金曲 《今天沒回家》
- Hito流行音樂獎：年度創作歌手、年度十大歌曲 《今天沒回家》

## 2005年
- 第四屆雪碧原創音樂榜：最優秀專輯獎-《太平盛世》、亞太地區最優秀創作歌手獎、最受歡迎男歌手（台灣地區）、十大港台金曲-《愛我還是他》
- 第五屆全球華語歌曲排行榜：最佳製作人獎

## 2006年
- 第六屆百事音樂風雲榜：港台最佳男歌手、港台最佳專輯-《太平盛世》、港台最佳唱作人、港台最佳製作人、港台最佳作曲-《愛我還是他》
- 中華音樂人交流協會：2005年十大優良專輯-《太平盛世》、十大優良單曲-〈Susan說〉
- 台灣第17屆金曲獎：最佳國語流行音樂最佳演唱專輯獎-《太平盛世》[1]
- 第六屆華語音樂傳媒大獎：最佳錄音
- Hito流行音樂獎年度十大華語歌曲-《就是愛你》

## 2007年
- 第七屆全球華語歌曲排行榜頒獎禮：他成為最受歡迎男歌手，另外還囊括男歌手、專輯、製作人等6獎，是最大贏家
- Hito流行音樂獎：年度十大華語歌曲《今天妳要嫁給我》，作曲人，製作人，年度聽眾最愛歌曲-《今天妳要嫁給我》
- 台灣第18屆金曲獎：最佳年度歌曲獎：今天妳要嫁給我-《太美麗》

## 2010年
- IFPI香港唱片銷量大獎頒獎禮2009:十大銷量國語唱片－《69樂章》
- 台灣第21屆金曲獎：最佳國語男歌手獎《69樂章》
- 第十屆CCTV-MTV音樂盛典:港澳台地區年度最佳男歌手

## 2013年
- 第17屆全球華語榜中榜：最佳製作人、最佳創作歌手

## 2014年
- Red Box & Green Box Karaoke：2013年最高點播率Ｋ歌20強《好好說再見》/陶喆&關詩敏
- Hito流行音樂獎：年度十大華語歌曲《一念之間》[2]
- 第四屆全球流行音樂金榜：年度20大金曲《一念之間》
- 第四屆全球流行音樂金榜：年度最佳製作人《再見你好嗎 Hello Goodbye》
- 第四屆全球流行音樂金榜：年度最佳男歌手
- 酷狗音樂十年盛典：「酷狗音樂十年最佳歌手」及「酷狗音樂十大金曲獎」

## 2018年
- 音樂先鋒榜：23家電台聯頒最佳先鋒男歌手獎
- 音樂先鋒榜：最受歡迎先鋒金曲獎-《Marsbaby》
- 中央人民廣播電台MUSICRADIO：港台冠軍-《Marsbaby》
- 蝦米音樂熱歌榜：冠軍-《Marsbaby》

## 2024年
- QQ音樂巔峰盛典：年度巔峰港台男歌手獎